# Dean Starkey
Dean Starkey (ur. 27 marca 1967) – amerykański lekkoatleta, specjalizujący się w skoku o tyczce. 

## Najważniejsze osiągnięcia
| Nazwa zawodów         | Miejsce | Rok  | Wynik  | Miejsce    |
| --------------------- | ------- | ---- | ------ | ---------- |
| Finał Grand Prix IAAF | Paryż   | 1994 | 5,80 m | 2. miejsce |
| Mistrzostwa Świata    | Ateny   | 1997 | 5,91 m | 3. miejsce |

## Rekordy życiowe
- Skok o tyczce - 5.92 (1994)
- Skok o tyczce (hala) - 5.80 (1997)